# 1930年代のバレーボール
< 1930年代
- 1930年代前後:1920年代のバレーボール - 1930年代のバレーボール - 1940年代のバレーボール

## できごと
- 1931年 - 大蔵省広島専売局排球部創部
- 1931年 - 早稲田大学バレーボール部男子創部
- 1932年 - 第1回全ソビエト選手権開催
- 1934年 - 富士フイルムバレーボール部創部
- 1936年 - フランスバレーボール連盟が設立
- 1939年 - 日本製鐵バレーボール部創部

## 国内大会

### 日本
全日本総合選手権
| 年度 | 男子       | 男子       | 女子         | 女子         |
| ---- | ---------- | ---------- | ------------ | ------------ |
| 年度 | 優勝       | 準優勝     | 優勝         | 準優勝       |
| 1930 | 神戸商大   | 香川師範   | 愛知淑徳女   | 四日市女     |
| 1931 | 神戸商大   | 呉水雷倶   | 愛知淑徳女   | 神戸欽松会   |
| 1932 | 呉水雷倶   | 京城師範   | 愛知淑徳女   | 日本体操学校 |
| 1933 | 広島二中倶 | 三神同好会 | 神戸美登理会 | 明善女       |
| 1934 | 呉工廠     | 早稲田大学 | 広島専売局   | 愛知淑徳女   |
| 1935 | 早稲田大学 |            | 広島専売局   | 愛知淑徳女   |
| 1936 | 呉工廠     | 早稲田大学 | 錦華紡績     |              |
| 1937 | 関西学院   | 神戸高商   | 日紡尼崎     | 徳島体協倶   |
| 1938 | 関西学院   | 福岡師倶   | 日紡尼崎     | 愛知淑徳女   |
| 1939 | 早稲田大学 | 関西学院   | 日紡尼崎     | 神戸美登理会 |

## 誕生
- 1930年1月22日 - 松平康隆 （+2011年）
- 1930年6月29日 - 小島孝治 （+2014年）
- 1931年10月26日 - 山田重雄 （+1998年）
- 1933年1月3日 - 加藤明 （+1982年）
- 1933年1月22日 - ユーリ・チェスノコフ  （+2010年）
- 1933年2月6日 - 堀江方子 （+2017年）
- 1933年7月14日 - 河西昌枝 （+2013年）
- 1934年3月20日 - 菊間崇祠
- 1935年2月17日 - 出町豊
- 1936年7月26日 - 小山勉 （+2012年）
- 1937年4月5日 - アリー・セリンジャー
- 1937年4月25日 - 斎藤勝
- 1937年5月10日 - 宮本恵美子（+2023年）
- 1937年7月13日 - 水野忠夫 （+2009年）
- 1938年5月1日 - ニコライ・カルポリ
- 1938年5月25日 - リュドミラ・ブルダコワ  （+2006年）
- 1939年2月18日 - 菅原貞敬
- 1939年5月29日 - ゲンナジー・パルシン
- 1939年7月8日 - 袁偉民
- 1939年9月18日 - 谷田絹子 （+2020年）